# The Sims 2: Apartment Life
The Sims 2: Apartment Life је осми, а уједно и последњи додатак за стратешку игру живота The Sims 2. Додатак је изашао 25. августа 2009. године у Северној Америци, 28. августа исте године у Аустралији, док је у Европу стигао само дан касније, 29. августа.
Оно што је главна сврха убачена у игру је живот у Стану, више породица Симова на једном плацу, тако да сада можете ићи до вашег комшије из суседног стана. Сем овога, игра укључује нове интеракције, жеље, и нови магични свет, са којим смо се сусрели последњи пут у The Sims: Makin' Magic.

## Играње

### Комшилук
Додатак убацује у основну игру нови комшилук под називом Belladonna Cove. У Belladonna Cove налазе се апартмани (једнособни, двособни...) са одређеном ценом коју морате испатити месечно. Сем тога, ту се налазе и паркови, библиотеке, кафићи и продавнице. Постоји неколико различитих паркова које можете посетити у граду, Central Park, Central Park East, Central Park Pavilion. Уз то, једино у овом граду моћићете да пронађете апартмане на продају, а они се спозају по зеленој кућици која се врти, одмах изнад њих.

### Интеракције
Симси сада могу вршити и нове интеракције са својим пријатељима, као што су High Five (Бaци Пет — Нова врста поздарва), Earthy Hug (Огромни загрљај), Fake Out (Лажни шут) , Kiss Kiss Darling (Пољупци) , Tough Handshake (Жилаво руковање)... Деца имају нову специјалну интеракцију коју могу користити са својим вршњацима, као и малом децом. Родитељи и тинејџери могу играти Peek a Boo (Дечју игру) са малом децом. Симови свих узраста, искључијући малу децу, могу учествовати у Classic Dance — плесању, или Jump Rope — прескакању конопца.

### Вештице и Чаробњаци
Вештице и чаробњаци су нове игриве креатуре, у које се ваш Сим може претворити. Наиме, уколико у граду упозна једну вештицу, или чаробњака и учврсти пријатељство са њим/њом, може и сам постати чаробњак/вештица. Постоје три типа ових чаробник бића.
Први је зле/и вештице/чаробњаци који су обучени у црну одећу, изразито зелене коже (уколико су постигли најзлобнији ниво), и који бацају зле чини унаоколо и плаше остале Симсе. Они моге имати и своје љубимце, црне мачке, која су такође зле и несташне, попут њих, и краси их неслога са осталим кућним љубимцима на палцу. Ваш Сим може постати зао, уколико се дружи са злим/ом чаробњаком/вештицом, или учењем мрачних чини у књизи чаролија.
Следећи тип су неутрални чаробњаци/вештице. Они су обучени у зелену одећу, нормале Сим боје коже, и могу попримати утицаје и добрих и злих чаробњака/вештица. Дакле, они могу учити, а затим бацати и добре и зле чини на остале Симсе. Сим може постати овај тип магичног бића, уколико се дружи са једним оваквим/ом чаробњаком/вештицом, или учи неутралне чини у књизи чаролија.
Трећи тип магичних створења се добри чаробњаци/вештице. Они на себи носе бело одело, а ако постигну читав ниво доброте, могу сијати и имати жуте пегице по лицу. Ови чаробни Симови помажу другим Симовима и граде добре односе са њима. Такође могу имати и магичног љубимца мачку, која је беле боје, и слаже се са осталим љубимцима из комшилука. Сим може постати овај тип доброг чаробњака/вештице, уколико се дружи са једним оваквим/ом чаробњаком/вештицом, или учи добре чини у књизи чаролија.
Сваки чаробњак/вештица добија са собом магични котао (за прављење напитака) и књигу за учење чаролија.
Симси (вештице или чаробњаци) могу посетити Magic world (Магични свет). Tамо могу усавршавати своје вештине и куповати стварчице за прављење напитака.
Прављење напитака се заснива на нивоу ученог занња из књиге чаролија. Након што купите одређене састојке из Магичног света (или их направите по одређеној цени) , морате поседовати и магични котао како би сте успели да створите одређене врсте напитака. Постоје љубавни напици, напици за добро/лоше расположење, напици за враћање у првобитан облика (из чаробњака/вештице, Сим-биљке, Букодлака, Вампира...). Можете створити и разне магичне ствари, као што је добри магични трон који даје добро раслоложење чаробњаку/вештици која на њега седну, а контра ефекат злом чаробњаку/чаробници, и обрнуто.

### Нове ствари
У игру су додане и нове ствари, као што су нови ормари који иду у зид, нове врсте лифтова (без додатка Open for Business), нове врсте кревета, барова, степеница, дечјих игралишта, поштанских сандучади, и друго. Овде је, као новост, присутан и хеликоптер са којим можете ићи на посао, као и одређена писта за њега.

### Живот у апартману
Живот у апартману сличан је животу на властитом плацу. Овде је додата нова могућност, посећивање симса из суседног апартмана. У њему Симови проводе време гледајући ТВ, спавајући, ручајући, идући на посао, као и на принципу сопствене куће на плацу. Међутим, они не могу надограђивати нове собе, нити стављати степенице, врата и прозоре. Све што је могуће из build menu-у је мењање боје зидова и тепиха.
На почетку, када се ваша Сим породица тек усељава, сви апартмани су празни, а на вама је да одаберете један, пре него што се попуне. Уместо стандардног поштанског сандучета, овде се налази једно велико, црвене боје, које користе заједно сви станари. Овде владају пак и одређена правила, морате бити тихи, бес прављења велике буке, јер вас комшије могу тужити, као и ви неког заиста бучног комшију, до вас. Аартман морате плаћати уредну власнику, или ћете бити избачени.

### Нове (Не) игриве креатуре
У игру су убачене нове, али не игриве креатуре, као што су батлер, власници апартмана, цимери, па и саме комшије из апартмана до вас.

### Репутација
У игру је уведен и нови мерач репутације. Мерач показује колико високо је ваш Сим постао друштвен са осталим Симовима. Како се метар све више попуњава играч добија награде које му могу помоћи у свом занимању, аспирацији и живљењу.

### Нова музика
Песме неких познатих извођача су преведене на симсиш (језик Симова) и укључене такве у игру.
- “Everything” — A Cursive Memory
- “This Is a Test” — Shock of Pleasure
- “Brainless” — Sunny Day Sets Fire
- “Good Day” — Tally Hall
- “Come My Sunshine” — The Comas
- “Divebomb” — The Whip
- “Not A Love Song” — Uh Huh Her
- “On & On” — Vanilla Sky
- “Can't Believe My Eyes” — Wainwright
- “Hot 'N' Cold” — Katy Perry
- “Sweet About Me” — Gabriella Cilmi
- “Mozdulj Már (Mondulo Mar)” — Lola
- “All Around Me“ — Flyleaf
- “Battle Royale“ — Does it Offend You, Yeah?